# DevOps
DevOps je složenina anglických výrazů Development a (IT) Operations. Je to přístup k vývoji software, který zdůrazňuje komunikaci, spolupráci a integraci mezi vývojářem a odborníky na informační technologie z provozu.
DevOps je reakcí na vzájemnou závislost vývoje softwaru a IT provozu. Jeho cílem je pomoci organizaci rychle produkovat softwarové aplikace a služby.
Jednoduché procesy jsou v DevOps jasně popsány. Cílem je maximalizovat předvídatelnost, účinnost, bezpečnost a udržovatelnost provozních procesů. Tento cíl je velmi často podporován automatizací.
DevOps integrace se zaměřuje na dodání produktu, testování kvality, rozvoj produktu a vydávání oprav a nových verzí s cílem zvýšit bezpečnost a spolehlivost, zrychlit vývoj a nasazovací cykly. Hodně nápadů (a lidí) zapojených do DevOps se tam dostalo z oblasti podnikového řízení systémů a agilního vývoje software.

Ilustrace ukazuje DevOps jako průsečík vývoje softwarového inženýrství, provozu technologií a zajištění kvality (QA)

DevOps podporuje release management firem, a to standardizací vývojových prostředí. Je zde podporované sledování událostí stejně jako je vyřešeno dokumentované řízení procesů a reportování problémů na různých úrovních. Firmy, které mají problémy s automatizací nových verzí, si obvykle stávající tvorbu verzí ponechají, ale chtějí ji pružněji řídit – aniž by musely zadávat vše ručně z příkazového řádku. V ideálním případě by tyto automatické procesy měly být spouštěny neprovozními zaměstnanci v konkrétních neprodukčních prostředích. Vývojáři dostanou větší kontrolu nad svým prostředím, což vede k aplikačně chápanému pojetí infrastruktury.

## Příklady komerčního využití
Společnosti s velmi častými releasy se mohou chtít DevOps přizpůsobit.
- Flickr vyvinul přístup typu DevOps podporující obchodní požadavek deseti nasazení za den.[9] Toto nasazování v denním cyklu bude mnohem častější v organizacích, které produkují víceuživatelské nebo multifunkční aplikace. Toto se označuje jako continuous delivery[10][11] a je často spojováno se zaváděním Lean metodiky.[12]

- Samotná IBM šikovně prodává své produkty a řešení přes DevOps Assessment a rozšířila DevOps na celý životní cyklus. Z hlediska komunikace rozlišuje oblasti řízení (Steer), vývoje (Develop / Test), nasazení (Deploy) a provozu (Operate).[13]

## Historie
Metodika DevOps byla propagována prostřednictvím řady DevOps dnů již od roku 2009 v Belgii.
Poté se konaly DevOps Days conference v Indii, USA, Brazílii, Austrálii, Německu a Švédsku.
Dříve, pokud byly softwarové metodiky, jako např. agilní vývoj software, přijaty tradiční organizací, neměly tyto metodiky na integraci oddělení Vývoje, Provozu IT a Quality Assurance valný vliv. DevOps přístup podporuje komunikaci a spolupráci mezi odděleními.

## Zavádění DevOps
Přijetí DevOps ovlivňují tyto faktory:
1. Použití metodiky vývoje software,
2. Požadavek zúčastněných stran na zvýšení počtu produkčních releasů,
3. Široká dostupnost virtualizovaných prostředí a cloudů[17] a cloud infrastructure ze strany interních a externích poskytovatelů,
4. Masové využití automatizace datových center[18] a nástrojů konfiguračního řízení.